# Крушевски манифест
Крушевският манифест е фрагмент от драмата „Илинден“ на Никола Киров-Майски, издадена в България през 1923 г.
Драмата е написана в духа на федералистките възгледи на автора по онова време, като ги представя чрез литературния образ на Никола Карев. Фрагментът по-късно е обявен като напълно достоверен от комуниститие във Вардарска Македония по време на Втората световна война. Той е публикуван от тях като самостоятелна Прокламация на щаба на крушевските илинденски въстаници.
Не е ясно дали такъв документ въобще е съществувал, но някои учени го приемат като документ на Крушевското горско началство на ВМОРО при обявяването на Крушевската република, а според други е частично или изцяло съчинен от Никола Киров. Не е запазен оригинал на документа, предлагани са различни варианти на интерпретация на съдържанието, лексиката и графичното писмо при възпроизвеждането му. Манифестът е адресиран до турското и албанското население в околните села. Обръщението е написано на местен говор, за да бъде разбрано от местното мюсюлманско население, представяйки му целите на въстаниците и призовавайки го за подкрепа.